# Ramecia crinita
Ramecia crinita är en skalbaggsart som först beskrevs av Brendel 1865.  Ramecia crinita ingår i släktet Ramecia och familjen kortvingar. Inga underarter finns listade i Catalogue of Life.